# Т-80 (легкий танк)
Т-80  — радянський легкий танк періоду Другої світової війни. Розроблено влітку — восени 1942 року в танковому конструкторському бюро Горьківського автомобільного заводу (ГАЗ) під керівництвом Миколи Олександровича Астрова, провідного розробника всіх радянських легких танків того періоду. У грудні 1942 року Т-80 прийнятий на озброєння Робітничо-селянської Червоної армії і серійно випускався Митищинським заводом № 40. Виробництво Т-80 тривало до вересня 1943 року, коли на складальних лініях заводу № 40 його замінили самохідно-артилерійською установкою СУ-76. Всього було випущено від 75 до 85 легких танків Т-80, які 1943 року брали участь у боях німецько-радянської війни. Т-80 зняли з виробництва через ненадійну роботу рушійної установки, недостатньо потужне озброєння для 1943 року, а також через велику потребу РСЧА в самохідних установках СУ-76М. На початку 1943 року на базі Т-80 було створено дослідний танк. Цей танк був оснащений 45-мм танковою гарматою ВТ-43 великої потужності. Однак цей дослідний танк не було прийнято на озброєння РКЧА. Т-80 став останнім легким танком радянської розробки воєнного часу.

## Історія створення
Починаючи з прийняття легкого танка Т-70 на озброєння РКЧА, радянські військові фахівці вказували на його головну ваду  — одномісну башту. Але конструкція танка ще мала резерви, які можна було використати для усунення цього недоліку. Танкове конструкторське бюро ГАЗ на чолі з Астровим обіцяло це військовим ще при показі прототипу ГАЗ-70 і почало роботи практично відразу ж після налагодження серійного випуску Т-70. Протягом пізньої весни, літа і ранньої осені 1942 року з'ясували, що установка двомісної башти значно збільшить навантаження на двигун, трансмісію і ходову частину танка. Випробування довантаженим до 11 тонн танка Т-70 повністю підтвердили ці побоювання  — на тестах лопалися торсійні підвіски, ламалися траки, виходили з ладу вузли та агрегати трансмісії. Тому основною роботою було посилення цих елементів конструкції, вона успішно завершилася прийняттям на озброєння РКЧА модифікації Т-70М. Також до осені виготовили й успішно випробували двомісну башту для танка Т-70, але серійному виробництву завадили дві обставини.
Першою з них була недостатня потужність спареної рухової установки ГАЗ-203. Її планувалося збільшити форсуванням до загальної потужності 170 к. с. збільшенням коефіцієнта наповнення циліндрів і підвищенням ступеня стиснення. Друга перешкода виникла з вимог забезпечити великі кути піднесення гармати для ураження цілей на верхніх поверхах будівель у міських боях. Також це могло збільшити можливості вогневої протидії авіації противника. Зокрема, на цьому наполягав командувач Калінінським фронтом генерал-лейтенант Конєв. Уже розроблена двомісна башта для Т-70 цій вимозі не відповідала і її переконструювали для стрільби з гармати під великим кутом піднесення. Другий прототип з новою баштою отримав заводське позначення 080 або 0-80. Для зручнішого розміщення гармати з можливістю зенітної стрільби і двох членів екіпажу довелося розширити діаметр погона і зробити під похилими гранями башти броньове кільце-барбет товщиною 40-45 мм. Через ширший погон башти демонтаж двигуна без попереднього знімання башти став неможливим — броньове кільце накривало знімну наддвигунну броньову плиту.
У грудні 1942 року прототип 080 успішно пройшов полігонні випробування і був прийнятий на озброєння РКЧА під індексом Т-80. Проте організація його випуску планувалася не на ГАЗі, оскільки перехід горьківського автогіганта на виробництво «вісімдесятки» міг знизити обсяги випуску танків і самоходок СУ-76, яке не можна було допускати в умовах воєнного часу. Тому освоєння випуску Т-80 доручили новоствореному Митищинському заводу № 40.

## Виробництво
Серійний випуск Т-80 розпочали в Митищах на заводі № 40 у лютому 1943 року. Обсяги випуску були невеликі, до закінчення виробництва у жовтні 1943 року випустили близько 80 машин. Загальна кількість випущених Т-80 невідома. За документами Головного бронетанкового управління РСЧА, всього було збудовано 75 «вісімдесяток». Однак звіти народного комісаріату танкової промисловості містять інші цифри. За даними цього відомства, впродовж 1943 року випущено 81 танк Т-80, а впродовж війни — 85. Проте до цієї кількості можуть зараховувати прототипи, дослідні і досерійні машини. Також деякі автори включають побудовані ГАЗом дослідні машини до загальної кількості випущених Т-80.
Припинення випуску Т-80 зумовлене кількома причинами: меншою мірою — ненадійною роботою форсованої рушійної установки М-80 (в джерелах її позначення також відрізняються  — згадуються індекси М-80 або ГАЗ-203Ф); переважними причинами стали недостатня вогнева міць і бронезахист «вісімдесятки» станом на 1943 рік (див. розділ «Оцінка проєкту») і крайня потреба РКЧА в самохідно-артилерійських установках СУ-76М. До кінця 1943  — початку 1944 року форсовану рухову установку довели до прийнятного рівня надійності, але про відновлення випуску Т-80 взагалі не йшлося.

## Опис конструкції
Т-80 мав типову компонувальну схему для радянських легких танків того часу. Танк мав п'ять відділень, перерахованих нижче від лобової частини машини до корми:
- трансмісійне відділення;
- відділення управління;
- моторне відділення по правому борту середини корпусу;
- бойове відділення по лівому борту середини корпусу і у башти;
- кормове відділення, де розташовувалися паливні баки і радіатор двигуна.

Ця компонувальна схема визначала загалом набір переваг і недоліків танка серед машин свого класу. Зокрема, переднє розташування трансмісійного відділення, тобто ведучих коліс, підвищувало їхню вразливість, оскільки саме передній край танка найбільше обстрілюється. З іншого боку, на відміну від радянських середніх і важких танків, у Т-80 паливні баки знаходилися поза бойовим відділенням в ізольованому броньованою перегородкою відсіку, що знижувало ризик виникнення пожежі при пошкодженні танку (особливо високий для машини з бензиновим двигуном) і цим підвищувалось виживання екіпажу. До інших переваг обраного для Т-80 компонування можна зарахувати невелику висоту і загальну масу танка (порівняно з машинами інших компонувальних схем), досягнуті, до того ж, всупереч вимушеному застосуванню «довготелесого» силового агрегату ГАЗ-203Ф. Як наслідок, зростали динамічні характеристики танка, і для нього не потребувався потужний спеціалізований двигун. Екіпаж танка складався з трьох осіб  — механіка-водія, навідника і командира машини, який також був заряджаючим.

### Броньовий корпус і башта
Броньовий корпус танка зварювався з вальцованих гетерогенних (застосовувалася поверхневе гартування) броньових плит товщиною 10, 15, 25, 35 і 45 мм. Броньовий захист диференційований, протикульовий. Лобові і кормові бронеплити мали раціональні кути нахилу, борти вертикальні. Борт Т-80 виготовлявся з двох бронеплит, з'єднаних зварюванням. Для посилення зварного шва всередині корпусу встановлювалася вертикальна балка жорсткості і приклепувалась до передньої і задньої бортових частин. Деякі бронеплити корпусу (наддвигунний і надрадіаторний листи) були знімними для зручності обслуговування і заміни різних вузлів і агрегатів танка. Робоче місце механіка-водія перебувало в передній частині бронекорпусу  танка з деяким зсувом вліво від центральної поздовжньої площини машини. Люк для посадки-висадки механіка-водія розташовувався на лобовій бронеплиті і мав врівноважуючий механізм для полегшення відкривання. Люк механіка-водія зменшував стійкість верхньої лобової деталі до влучань снарядів. Днище Т-80 зварювалися з трьох броньових плит товщиною 10 мм і для забезпечення жорсткості до нього приварювалися поперечні коробчасті балки, в яких розташовувалися торсіони вузлів підвіски. У передній частині днища під сидінням механіка-водія було зроблено аварійний люк-лаз. Корпус також мав люки і технологічні отвори для вентиляції житлових приміщень танка, зливу палива та мастила, доступу до горловини паливних баків, інших вузлів і агрегатів машини. Деякі отвори захищались броньовими кришками, заслінками і кожухами.
Шестигранна зварна башта у формі зрізаної піраміди мала борти товщиною 35 мм, які не мали раціонального кута нахилу, щоб збільшити внутрішній простір для розміщення в ній двох осіб. Зварні стики граней башти додатково посилювалися броньовими косинцями. Лобова частина башти захищалася бронемаскою товщиною 45 мм, в якій були амбразури для установки гармати, кулемета і прицілу. Вісь обертання башти не збігалась із площиною поздовжньої симетрії машини внаслідок установки двигуна на правому борту танка. У даху башти встановлювалася нерухома командирська башточка з відкидним люком для посадки-висадки командира машини. У цьому люку встановлювався повноповоротний дзеркальний перископічний оглядовий прилад. Навідник для своєї посадки-висадки також мав свій відкидний люк, ліворуч від командирської башточки. Башта встановлювалася на кульковій опорі і фіксувалася затискачами щоб уникнути звалювання при сильному крені або перекиданні танка.

### Озброєння
Основним озброєнням Т-80 була нарізна напівавтоматична 45-мм танкова гармата зразка 1938 р. (20-Км або 20км), змонтована на цапфах у площині поздовжньої симетрії башти. Гармата 20-К мала ствол довжиною 46 калібрів, висота лінії вогню становила 1630 мм, дальність стрільби прямою наводкою досягала 3,6 км, максимально можлива  — 6 км. З гарматою був спарений 7,62-мм кулемет ДТ, який міг легко зніматися зі спареної установки і використовуватися окремо. Спарена установка мала діапазон кутів підвищення від −8° до +65 ° і круговий обстріл по горизонталі. Поворотний механізм башти зубчастого типу з ручним приводом розташовувався ліворуч від командира танка, а підйомний механізм гармати (гвинтового типу, також з ручним приводом)   — справа. Спуск кулемета  — механічний, гармата оснащувалася електроспуском.
Бойовий комплект гармати складався з 94 — 100 пострілів унітарного заряджання (патронів). При стрільбі бронебійними снарядами екстракція стріляної гільзи здійснювалася автоматично, а при стрільбі осколковими снарядами через менший відкат ствола, обумовлений малою початковою швидкістю осколкового снаряда, напівтоматика не працювала, і командиру доводилося відкривати затвор і виймати стріляну гільзу вручну. Теоретична скорострільність гармати становила 12 пострілів за хвилину, але через необхідність ручної екстракції стріляної гільзи від осколкового снаряда темп вогню на практиці був у кілька разів нижче, 4 — 7 пострілів на хвилину. До боєкомплекту могли входити такі снаряди:
| Номенклатура боєприпасів                                                  |            |                  |                               |                          |                       |
| Тип                                                                       | Позначення | Маса снаряда, кг | Маса ВР, г                    | Початкова швидкість, м/с | Дальність таблична, м |
| Каліберні бронебійні снаряди                                              |            |                  |                               |                          |                       |
| Бронебійно-трасуючий тупоголовий з балістичним наконечником               | БР-240     | 1,43             | 18,5 (A-IX-2)                 | 760                      | 4000                  |
| Бронебійно-запалювальний трасуючий тупоголовий з балістичним наконечником | БЗР-240    | 1,44             | 12,5 +13 (запалювальна суміш) | 760                      | 4000                  |
| Бронебійний тупоголовий з балістичним наконечником                        | Б-240      | 1,43             | 19,5 (A-IX-2)                 | 760                      | 4000                  |
| бронебійно-трасуючий гостроголовий суцільний з балістичним наконечником   | БР-240СП   | 1,43             | немає                         | 757                      | 4000                  |
| Підкаліберні бронебійні снаряди                                           |            |                  |                               |                          |                       |
| Підкаліберний бронебійно-трасуючий («катюшного» типу)                     | БР-240П    | 0,85             | немає                         | 985                      | 500                   |
| Осколкові снаряди                                                         |            |                  |                               |                          |                       |
| Осколковий сталевий                                                       | О-240      | 1,98 — 2,15      | 78                            | 343                      | 4200                  |
| Осколковий сталистого чавуну                                              | О-240А     | 1,98 — 2,15      | 78                            | 343                      | 4200                  |
| Картеч                                                                    |            |                  |                               |                          |                       |
| Картеч                                                                    | Щ-240      | 1, 62            | 137 куль, 100 г пороху        | ?                        | ?                     |

| Таблиця пробивання броні для 45-мм гармати 20К |                              |                              |
| Бронебійні тупоголові снаряди Б-240, БР-240, БЗР-240 |                              |                              |
| Дальність, м | При куті зіткнення 60 В°, мм | При куті зіткнення 90 В°, мм |
| 100 | 43                           | 52                           |
| 250 | 39                           | 48                           |
| 500 | 35                           | 43                           |
| 1000 | 28                           | 35                           |
| 1500 | 23                           | 28                           |
| 2000 | 19                           | 23                           |
| Бронебійний гостроголовий суцільний снаряд БР-240СП |                              |                              |
| Дальність, м | При куті зіткнення 60 В°, мм | При куті зіткнення 90 В°, мм |
| 100 | 49                           | 59                           |
| 250 | 45                           | 55                           |
| 500 | 40                           | 51                           |
| 1000 | 32                           | 40                           |
| 1500 | 26                           | 33                           |
| 2000 | 22                           | 26                           |
| Підкаліберний бронебійний снаряд БР-240П |                              |                              |
| Дальність, м | При куті зіткнення 60 В°, мм | При куті зіткнення 90 В°, мм |
| 100 | 70                           | 96                           |
| 200 | 84                           | 65                           |
| 300 | 72                           | 59                           |
| 400 | 53                           | 61                           |
| 500 | 47                           | 51                           |
| Наведені дані стосуються радянської методики вимірювання пробивної здатності (розрахованої за формулою Жакоб-де-Марра для цементованої броні з коефіцієнтом K=2400). Слід пам'ятати, що показники пробивання броні можуть помітно відрізнятися при використанні різних партій снарядів і різної за технологією виготовлення броні. |                              |                              |

Спарений кулемет ДТ мав боєкомплект 1008 патронів (16 дисків), також екіпаж забезпечувався одним пістолетом-кулеметом ППШ-41 з 3 дисками (213 патронів) та 12 ручними гранатами Ф-1. Іноді до цього озброєння додавався пістолет для стрільби сигнальними ракетами.

### Двигун
Т-80 оснащувався силовим агрегатом ГАЗ-203Ф (пізніше позначення М-80) зі спарених чотиритактних рядних шестициліндрових карбюраторних двигунів рідинного охолодження ГАЗ-80. Загальна потужність агрегату ГАЗ-203Ф досягала 170 к. с. (125 кВт) при 3400 обертах на хвилину. На обидва двигуни ставилися карбюратори типу К-43. Колінчасті вали двигунів з'єднувалися муфтою з пружними втулками. Щоб уникнути поздовжніх коливань всього агрегату картер маховика переднього ГАЗ-80 з'єднувався тягою з правим бортом танка. Системи запалювання, змащення і подачі палива були свої в кожної «половинки» ГАЗ-203Ф. У системі охолодження силового агрегату водяний насос був загальним, але водомасляний радіатор був двосекційним, кожна секція обслуговувала свій ГАЗ-80. Установка ГАЗ-203Ф споряджалася очисником повітря олійно-інерційного типу.
Як і його попередник Т-70, Т-80 оснащувався передпусковим підігрівачем двигуна для його експлуатації в зимових умовах. Між бортом танка і двигуном встановлювався циліндричний котел, в якому за рахунок термосифонних циркуляцій антифризу здійснювався підігрів. Котел розігрівався ззовні бензиновою паяльною лампою. Котел підігрівача і водомасляний радіатор були складовою частиною системи охолодження всього силового агрегату танка.
Пуск двигуна здійснювався двома паралельно з'єднаними стартерами СТ-06 (потужність 2 к. с. або 1,5 кВт). Також танк можна було завести ручним руків'ям або буксируванням іншим танком.
Два паливних баки загальним об'ємом 440 л розташовувалися в кормовому відділенні. Запасу палива вистачало на 320 км ходу автомобільною дорогою. Паливом для Т-80 був авіаційний бензин марок КБ-70 або Б-70.

### Трансмісія
Танк Т-80 оснащувався механічною трансмісією, до якої входили:
- дводискова напівцентробіжна головна фрикційна муфта сухого тертя «сталі по феродо»;
- чотириступенева коробка передач (4 передачі вперед і 1 назад), використані деталі від вантажівки ЗІС-5;
- карданний вал;
- конічна головна передача;
- дві багатодискові бортові фрикційні муфти з сухим тертям «Сталь по сталі» і стрічковими гальмами з накладками з феродо;
- два простих однорядних бортових редуктора.

Всі приводи управління трансмісією  — механічні, механік-водій керував поворотом і гальмуванням танка двома важелями з обох боків свого робочого місця.

### Ходова частина
Ходова частина танка Т-80 практично повністю була взята від його попередника Т-70М. Підвіска машини  — індивідуальна торсійна без амортизаторів для кожного з 5 односхилих суцільних штампованих опорних котків малого діаметра (550 мм) з гумовими бандажами з кожного борту. Навпроти ближніх до корми вузлів підвіски до бронекорпусу приварювалися обмежувачі ходу балансирів підвіски з гумовими буферами для пом'якшення ударів, для першого і третього від чола машини вузлів підвіски обмежувачами були підтримувальні котки. Ведучі колеса цівочного зачеплення зі знімними зубчастими вінцями розташовувалися спереду, а уніфіковані з опорними котками лінивці з механізмом натягу гусениці  — ззаду. Верхня гілка гусениці підтримувалася трьома малими підтримувальними котками з кожного борту. До корпусу танка приклепувалися відбійники для запобігання заклинювання гусениці при русі танка зі значним креном на один з бортів. Гусениця з 80 траків, ширина трака становила 300 мм.

### Електрообладнання
Електропроводка була однопровідною, другим проводом був бронекорпус. Джерелами електроенергії (робоча напруга 12 В) були генератор ГТ-500С з реле-регулятором РРК-ГТ-500С потужністю 500 Вт і дві послідовно з'єднані акумуляторні батареї марки 3-СТЕ-112 загальною ємністю 112 А*год. Споживачами електроенергії були:
- зовнішнє і внутрішнє освітлення машини, прилад підсвічування прицільних шкал;
- зовнішній звуковий сигнал;
- засоби зв'язку  — радіостанція і танковий переговорний пристрій;
- електрика моторної групи  — стартери СТ-06, котушка запалювання, розподільник, свічки тощо.[2]

### Приціли і прилади спостереження
Спарена установка з гармати 20-К і кулемета ДТ оснащувалася прицілом ТМФ-1 для стрільби по наземних цілях і коліматора К-8Т для стрільби по повітряних цілях і верхніх поверхах будівель. Робочі місця водія, навідника і командира мали по одному перископічному оглядовому приладу для спостереження навколо. Однак для машини з командирською башточкою оглядових приладів було недостатньо.

### Засоби зв'язку
На танках Т-80 у башті встановлювалися радіостанція 12РТ і внутрішній переговорний пристрій ТПУ для 3 абонентів.
Радіостанція 12РТ була комплектом з передавача, приймача і умформерів (одноякірних мотор-генераторів) для живлення, що приєднувались до бортової електромережі напругою 12 В. З технічного погляду вона була двосторонньою ламповою короткохвильовою радіостанцією з вихідною потужністю передавача 20 Вт, що працював на передачу в діапазоні частот від 4 до 5,625 МГц (відповідно довжини хвиль від 53,3 до 75 м), а на приймання  — від 3,75 до 6 МГц (довжини хвиль від 50 до 80 м). Різний діапазон передавача і приймача пояснювався тим, що для двобічного зв'язку «танк — танк» призначався діапазон 4 — 5,625 МГц, а розширений діапазон приймача використовувався для однобічного зв'язку «штаб — танк». На стоянці дальність зв'язку в телефонному (голосовому, амплітудна модуляція несучої частоти) режимі без перешкод досягала 15 — 25 км, у русі вона трохи зменшувалася. Більшу дальність зв'язку можна було отримати в телеграфному режимі, коли інформація передавалася телеграфним ключем азбукою Морзе або іншою дискретною системою кодування.
Танковий переговорний пристрій ТПУ дозволяв здійснювати переговори між членами екіпажу танка навіть за значного шуму і підключати шоломофонну гарнітуру (головні телефони і ларингофони) до радіостанції для зовнішнього зв'язку.

## Модифікації

### Серійні
Легкий танк Т-80 офіційно випускався в єдиній серійній модифікації без жодних значних змін конструкції під час виробництва. Серійних бойових і спеціальних машин (Самохідна артилерійська установка, Зенітна самохідна установка, Бронетранспортер, БРЕМ, тягачів тощо) на базі легкого танка Т-80 не випускали.

### Дослідні
Недостатність озброєння (найперше невисоке на кінець 1942 року пробивання броні гарматою 20-К) танка Т-80 стимулювала роботи з його переозброєння на потужнішу артсистему. Пропонувалось використовувати 45-мм довгоствольну гармату ВТ-42 спільної розробки заводу №40 і ОКБ №172 з балістикою 45-мм протитанкової гармати зр. 1942 року (М-42). Цю гармату вже успішно випробували в танку Т-70, проте у зв'язку з планованим переходом на виробництво Т-80 її не стали встановлювати в серійні «сімдесятки». ВТ-42 не могла стріляти під великими кутами піднесення, обов'язковими для Т-80, тому її конструкцію довелося значно переробити. На початку 1943 року ці роботи закінчили, і варіант 45-мм довгоствольної гармати ВТ-43 успішно випробували в танку Т-80. За винятком більш високої початкової швидкості снаряда (950 м/с) і більшого максимального кута піднесення (+78°), всі інші характеристики танка залишилися без змін. Гармату прийняли для озброєння танків Т-80, але у зв'язку з припиненням виробництва всі роботи з нею закінчили.

## Організаційно-штатна структура
Легкий танк Т-80 мав замінити легкий танк Т-70 і застосовуватися у складі окремих танкових бригад, танкових полків і бронебатальйонів. Однак через слабкості Т-70 з листопада 1943 року переглянуто організаційно-штатну структуру для вилучення їх зі складу танкових бригад (єдині штати №010/500  — 010/506), а з 4 березня 1944 року Генеральний штаб РСЧА випустив директиву №Орг/3/2305 про вилучення Т-70 зі складу танкових полків. Т-80 почали надходити на фронт вже під час цієї реорганізації, тому встановити точно їхнє місце і кількість в організаційно-штатній структурі неможливо. Уцілілі Т-70 і нові Т-80 передавалися в розвідувальні бронебатальйони (які мали одну роту легких танків з 7 машин і кілька рот бронеавтомобілів БА-64), а також для використання командирськими машинами в частинах самохідної артилерії, озброєних САУ СУ-76, які мали однотипні з Т-70М і Т-80 вузли й агрегати ходової частини.

## Бойове застосування
Станом на 2007 рік в архівах і мемуарах не знайдено жодних подробиць бойового застосування легких танків Т-80. У літературі іноді згадуються скарги з військ на перевантаженість і недостатню надійність силової установки танка, проте це може бути наслідком звітів про військові випробування машини випуску середини 1943 року, де дійсно були помічені ці недоліки. З фронтових рапортів відомо про застосування 1944 року кількох Т-80 у самохідно-артилерійських полках, також є інформація про отримання в поповнення 5-ою гвардійською танковою бригадою 15 лютого 1945 року двох танків Т-80, які прибули з ремонту. Також нічого не відомо про застосування Т-80 в арміях інших держав крім СРСР.

## Оцінка проєкту
Т-80, який створювався в екстремальних умовах воєнного часу, був останнім радянським серійним легким танком радянсько-німецької війни. За довоєнними уявленнями радянського керівництва, легкі танки мали складати більшість танкових сил РСЧА, мати низьку вартість виробництва порівняно з середніми і важкими машинами, а також у випадку великомасштабної війни виготовлятися великими кількостями на неспеціалізованих підприємствах. Таким легким танком мала стати довоєнна машина Т-50. Однак з певних причин (евакуація заводу-виробника, брак дизельних двигунів тощо) випустили близько 70 танків Т-50. Крім того, завод №37, мобілізаційним завданням якого було освоєння випуску Т-50, не зміг впоратись із завданням. Тим не менш, Червона армія потребувала танк з характеристиками, близькими до Т-50. Конструкторське бюро заводу №37 (згодом ГАЗ) на чолі з Астровим, взяло за основу малий плаваючий танк Т-40 з добре організованим виробництвом і послідовно вдосконалюючи ідею легкого танка зі значним використанням дешевих автомобільних агрегатів, зуміло до кінця 1942 року створити таку машину, якою став Т-80. Попередніми етапами цієї напруженої роботи були легкі танки Т-60 і Т-70. Однак легша за масою «вісімдесятка» не була повноцінним замінником Т-50, поступаючись останньому за багатьма показниками: питома потужність, оглядовість, броньовий захист (особливо бортовий), запас ходу. З іншого боку, технологічність і дешевизна «вісімдесятки» порівняно з іншими радянськими танками (похідними від попередника Т-70) цілком могли виконати побажання вищого керівництва з можливістю масового випуску таких танків на неспеціалізованих підприємствах, ергономіку машини (значна слабкість «сімдесятки») вже можна було вважати прийнятною. Однак з причин, не пов'язаних з конструкцією танка, цю можливість не реалізували на практиці.
Зміна ситуації на фронті вплинула на долю Т-80, і радянських легких танків взагалі. Поява на полі бою багатьох Т-34 вимагала якісного посилення німецької протитанкової артилерії. Протягом 1942 року вермахт отримав багато 50-мм і 75-мм протитанкових гармат, танків і САУ, озброєних довгоствольними 75-мм гарматами. Якщо проти 50-мм снарядів лобове бронювання Т-80 іноді могло допомогти, то 75-мм довгоствольні гармати могли вражати Т-80 з будь-яких дистанцій і ракурсів бою (наведені товщини гомогенних листів корпусу для 50-мм бронебійного снаряда: нижній  — 60 мм, таранний  — 52 мм, верхній  — 67 мм). Бортова броня останнього не рятувала від вогню по нормалі навіть застарілої 37-мм гармати Pak 35/36, хоча, порівняно з Т-70М, потовщення бортової броні до 25 мм поліпшило її снарядостійкість на дотичних кутах обстрілу. Тому при прориві оборони, укріпленої протитанковими засобами, підрозділи Т-80 були приречені на високі втрати. Потужності 45-мм снарядів було явно недостатньо для боротьби з ворожими протитанковими гарматами і з німецькою бронетехнікою (лобова броня навіть середніх модернізованих Panzer III і Panzer IV пробивалась тільки підкаліберним снарядом з гранично малих дистанцій). Тому атака бронетанкових сил ворога підрозділами Т-80 мала здійснюватись переважно з засідок, вогнем з малих дистанцій у борт і корму. Це вимагало високої майстерності й уміння від радянських танкістів. Курська битва наочно показала справедливість цих тез відносно Т-70; Т-80 у цьому плані був практично еквівалентний «сімдесятці», що стало однією з причин припинення випуску в СРСР легких танків.
Згадувані вище проблеми з надійністю рушійної установки ГАЗ-203Ф намагалися вирішити переведенням радянських легких танків на ліцензійний дизельний двигун фірми «Дженерал моторс». Однак його освоєння і виробництво зірвали німецькі бомбардування Ярославля і Горького. До кінця 1943 року «спарку» довели до прийнятного рівня надійності, але до того часу виробництво радянських легких танків закінчилось на Т-80. Однак ідея не померла: існував проєкт легкого танка, близький за компонувальною схемою до Т-80, з дизельним двигуном і озброєнням з 76-мм полкової гармати зр. 1943 року. Але подальший розвиток радянського легкого танка пішов іншим шляхом — бойовий досвід показав, що машина цього класу має плавати (певним чином «ідейно» повернулись до Т-40).
До позитивних якостей Т-80 традиційно зараховують його малі розміри і малошумність. Порівняно з Т-70, більший кут піднесення гармати у Т-80 (разом з малими розмірами) робив його машиною, придатною для міських боїв, злегка поліпшувалась вогнева протидія авіації ворога. Але досвід Другої світової війни остаточно показав, що за умов значного зростання могутності протитанкової оборони легкий танк принципово не може бути основою танкових з'єднань, і тактична роль його дуже мала (переслідування відступаючих сил противника, інфільтрація і зухвалі рейди тилами супротивника, розвідка). Донині ситуація не змінилась.

### Аналоги
| Технічні дані                                        | T-80                          | Pz.II Ausf. L «Лухс»          | M3A1 «Стюарт»                     | M13/40, M14/41                    |
| ---------------------------------------------------- | ----------------------------- | ----------------------------- | --------------------------------- | --------------------------------- |
| Країна                                               | СРСР                          | Третій Рейх                   | США                               | Італія                            |
| Маса, т                                              | 11, 6                         | 11, 9                         | 12, 9                             | 14                                |
| Довжина, м                                           | 4,3                           | 4,6                           | 4,5                               | 4,9                               |
| Ширина, м                                            | 2,4                           | 2,5                           | 2,2                               | 2,2                               |
| Висота, м                                            | 2,2                           | 2,2                           | 2,6                               | 2,4                               |
| Екіпаж                                               | 3                             | 4                             | 4                                 | 4                                 |
| Виробництво                                          | 1943                          | 1942 — 1944                   | 1942 — 1943                       | 1942 — 1943                       |
| Основне озброєння, калібр, довжина ствола в калібрах | 45 мм, L46                    | 20 мм, L55 або 50 мм, L60     | 37 мм, L53                        | 47 мм, L32                        |
| кулеметне озброєння                                  | 1 × 7,62-мм                   | 1 × 7,92-мм                   | 3 × 7,62-мм                       | 3 × 8-мм                          |
| Боєкомплект, снарядів                                | 94 — 100                      | 330 (20 мм)                   | 106                               | 87                                |
| Боєкомплект, патронів                                | 1008                          | 2250                          | 7220                              | 2592                              |
| Лобове бронювання, мм/В°                             | 45/30В° (низ), 35/60В° (верх) | 30/13В° (низ), 30/10В° (верх) | 44/циліндр. (низ), 38/17В° (верх) | 30/циліндр. (низ), 42/11В° (верх) |
| Бортове бронювання, мм/В°                            | 25/0В°                        | 20/0В°                        | 25/0В°                            | 25/0В° (низ), 25/9В° (верх)       |
| Бронювання башти, мм                                 | 35                            | 30 (лоб), 20 (корма)          | 38 (лоб), 25 (корма)              | 40 (лоб), 25 (корма)              |
| Двигун                                               | бензиновий                    | бензиновий                    | бензиновий                        | дизельний                         |
| Потужність, к. с.                                    | 170                           | 180                           | 250                               | 145                               |
| Питома потужність, к. с./т                           | 14,6                          | 15,1                          | 17,5                              | 10,3                              |
| Максимальна швидкість, км/год                        | 42                            | 60                            | 58                                | 32                                |
| Запас ходу по шосе, км                               | 320                           | 290                           | 220                               | 200                               |

Порівняно з іншими легкими танками масою 9 — 11 т (наприклад, німецький Panzer II, японський «Ха-Го») Т-80 мав кращий бронезахист, потужніше озброєння, і його можна було порівняти з іншими за раціональним розподілом обов'язків між членами екіпажу та якістю засобів спостереження і зв'язку. Проте всі ці машини на момент створення Т-80 оцінювалися як застарілі.
За своїми тактико-технічним характеристикам Т-80 був цілком на рівні з більшим за масою американським легким танком М3 (М5) «Стюарт», який розробили приблизно в той же час і постачали в РККА за Ленд-лізом. Т-80 приблизно рівноцінний американському танку за захистом лобової проєкції і озброєння (з кращою осколковою дією снаряда 45-мм гармати), поступаючись йому швидкістю, але значно виграючи в запасі ходу. Варто відзначити, що на М3 «Стюарт» використовувалися авіаційний двигун і спеціальна трансмісія. Також Т-80 близький за характеристикам озброєння і бронювання раннім Panzer III і пізнім БТ, але вони вже належать до іншої масогабаритної категорії, «легко-середніх» танків за класифікацією британського історика Річарда Огоркевича, тому неправомірно порівнювати їх безпосередньо.

## Де можна побачити
До сьогодні зберігся один танк Т-80. Експонується в бронетанковому музеї в Кубинці.

## Т-80 у сувенірній та ігровій індустрії

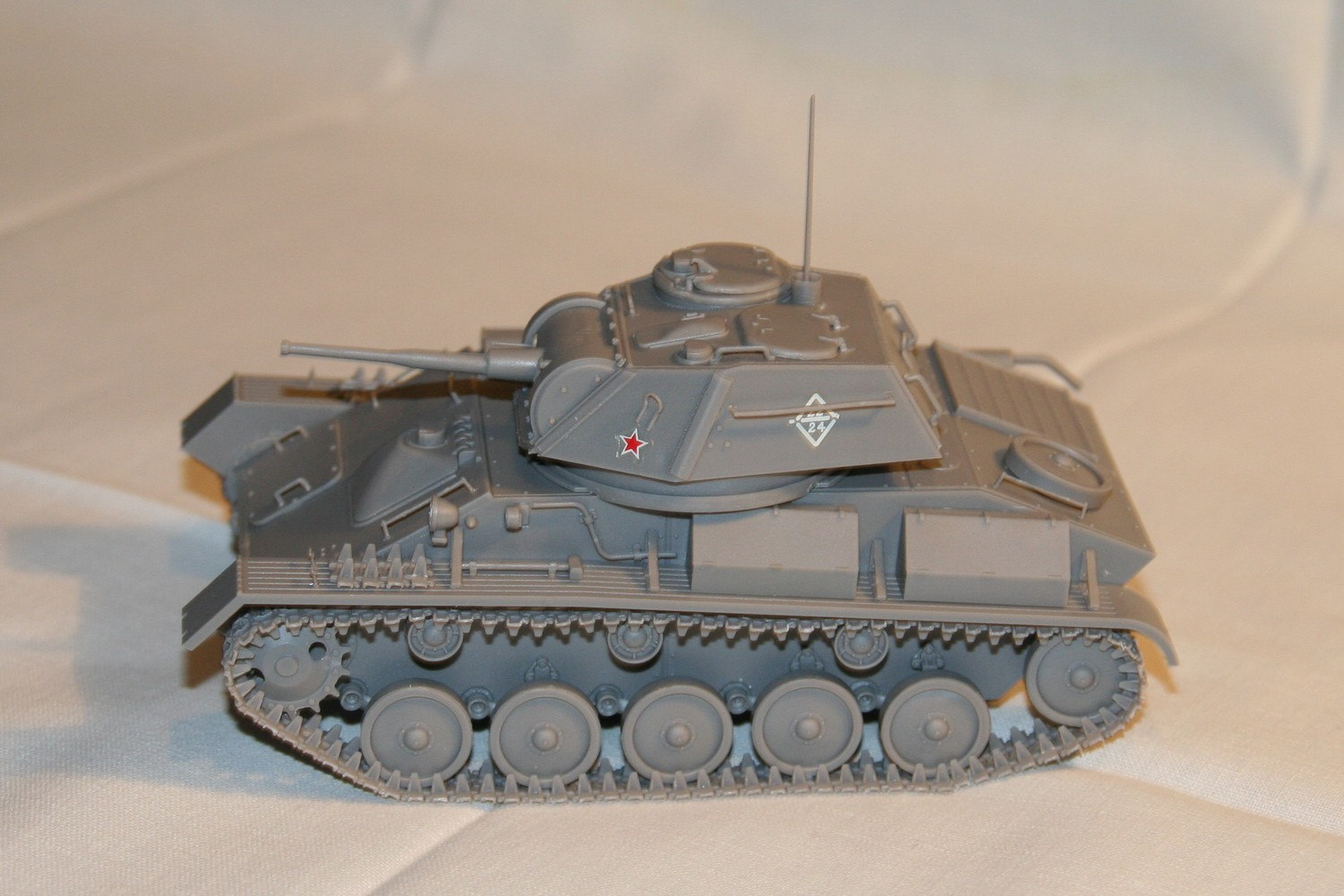
Нерозфарбована збірна модель легкого танка Т-80 сімферопольської фірми «МініАрт»

### Т-80 у комп'ютерних іграх
Танк Т-80 можна побачити в стратегії реального часу Close Combat III: The Russian Front і її продовженні Close Combat: Cross of Iron та в онлайн іграх War Thunder і World of Tanks. Внаслідок нечисленності і невеликої популярності Т-80 практично не фігурує в комп'ютерних іграх. Однак в окремих програмних продуктах простежуються сліди впливу Т-80. Наприклад, у покроковій стратегії «Panzer General» танк Т-70 може обстрілювати ворожі літаки, якщо його атаковано з повітря. Насправді таку можливість мав не Т-70, а Т-80, але через слабке знайомство розробників з історією радянського танкобудування у грі вийшов «гібрид» цих двох типів машин (посилений неправильним зображенням ходової частини з котками великого діаметра).
Розробники MMO-гри World of Tanks запланували додати Т-80 до радянських танкових військ..

### Моделі Т-80
Збірна модель Т-80 у масштабі 1:35 випускається сімферопольською фірмою «МініАрт», якість моделістами оцінюється як цілком прийнятна. Також Т-80 у масштабі 1:72 випускає українська фірма UM. З тих же причин, що і в комп'ютерних іграх, легкий танк Т-80 досить поверхово висвітлено в журналах модельної і військово-історичної тематики.